# Hasta que la plata nos separe (2022)
Hasta que la plata nos separe é uma telenovela colombiana produzida pela RCN Televisión, que estreou no Canal RCN e Telemundo em 10 de maio a 16 de setembro de 2022. É uma adaptação da telenovela colombiana de 2006 com o mesmo nome escrita por Fernando Gaitán.
É protagonizada por Carmen Villalobos e Sebastián Martínez e antagonizada por Gregorio Pernía e Juliette Pardau e atuaçãoes estelares de Fabián Ríos, Lorna Cepeda, Marcela Benjumea, Michelle Roullard e Julián Arango e com os primeiros atores Laura Flores, Alejandro Tommasi e Alina Lozano.

## Enredo
Rafael Méndez (Sebastián Martínez) é um homem ético e nobre que dedica sua vida à venda de utensílios domésticos e está namorando sua vizinha Vicky Pardo (Juliette Pardau). Alejandra Maldonado (Carmen Villalobos) é uma empresária de sucesso e gerente da concessionária Ramenautos, noiva de Luciano Valenzuela (Gregorio Pernía). Rafael e Alejandra sofrem um acidente de carro que desencadeará uma série de eventos que os aproximarão. Rafael deve pagar a dívida com a qual deixou Alejandra após o acidente e essa proximidade os levará a se apaixonar apesar de suas diferenças sociais. No entanto, as circunstâncias e suas respectivas famílias e parceiros farão todo o possível para impedir que seu amor aconteça.

## Elenco
- Carmen Villalobos - Alejandra Maldonado Díaz
- Sebastián Martínez - Rafael de Jesús Méndez Rengifo
- Gregorio Pernía - Luciano Valenzuela Sáenz "Lucianito"[8]
- Juliette Pardau - María Victoria "Vicky La Pajarita" Pardo
- Laura Flores - Clemencia Maldonado
- Alejandro Tommasi - Benjamín Maldonado
- Fabián Ríos - Wilfer Fonseca "El Dandy"[8]
- Lorna Cepeda - Rosaura Echeverrí
- Marcela Benjumea - Martha Patricia Roncancio "La Generala"
- Julián Arango - Marino Castaño
- Michelle Roullard - Isabela
- Julio Sánchez - Simón Sanpedro "El Bebe"
- Alejandra Ávila - Claudia Cruz
- Matías Maldonado - Ramiro Ramírez Rayo
- Alina Lozano - Leonor Rengifo de Méndez
- Stephania Duque - Milena Méndez Rengifo[8]
- José Daniel Cristancho - Jaime Rincón
- Fernando Arévalo - Don Gastón Prado
- Julián Caicedo - Franklin Prado
- Rodrigo Jerez - Giovanni Prado
- Sandra Ardila	 - Doña Pepa
- Juan Mogollón	 - Arturo
- Juan Felipe Muñoz	 - Luis "Lucho" López
- Felipe Botero	- Vicente Chávez
- Alejandro Gutiérrez - Ezequiel Bernal
- Jenny Lara - Josefina
- Tuto Patiño - Ernesto Miller "El Papeto"
- Eddy Hidalgo - Alberto
- Felipe Garay - Trapito
- Rashed Estefenn - Lorenzo Lizarralde
- Juliana Galvis - Karen Nicholls
- Oscar Marroquín - Don Casimiro
- Alejandro Restrepo - El Capitán

## Produção
As filmagens da novela começaram em 23 de fevereiro de 2022. O primeiro teaser da série foi exibido em 1 de abril de 2022.